# Midway (hrabstwo Hot Spring)
Midway – jednostka osadnicza w Stanach Zjednoczonych, w stanie Arkansas, w hrabstwie Hot Spring.